# Сюлейман Питарка
Сюлейман Питарка (на албански: Sulejman Pitarka) е албански актьор, писател и драматург.

## Биография
Роден е в 1924 година в западномакедонския град Дебър, който тогава е в Сърбо-хърватско-словенското кралство, днес в Северна Македония. През 1927 г. семейството му се премества в Драч, Албания, по икономически причини. Той завършва бизнес училище в Драч, след което работи в банка в Драч, а после в Тирана. Започва кариерата си в аматьорски театър в периода на военната си служба в 1945-1947 г. и след това в един от самодейните състави в Драч. С помощта на Михал Попи през 1951 г. влиза в трупата на Народния театър, в който играе повече от 50 роли.
Дебютира в киното през 1959 година. В кариерата си е играл 20 филмови роли. Също така пише драми и сценариия за филма „Шумът на морето“ (Oshëtimë në bregdet). Драмата на Питарка „Семейството на рибаря“ (Familja e peshkatarit), излязла през 1976 година, се брои сред класиките на албанския социалистически реализъм. Питарка е обявен за Народен артист.

## Филмови роли
- 1959: Furtuna (Буря) като Ешреф
- 1961: Debatik като учителя
- 1966: Oshetime ne bregdet (Шумът на морето)
- 1968: Horizonte të hapura (Открити хоризонти) Като Сократ Дъмбо
- 1976: Tinguj lufte (Звуци на война) като Галип Шкъмби
- 1977: Gunat mbi tela като генерала
- 1977: Streha e re (Новият прият) като Гано
- 1978: Pas gjurmëve (По следите) като Липя
- 1978: Gjeneral gramafoni (Генерал Грамофон) като Авдиу
- 1979: Ballë për ballë (Лице в лице) като Железнов
- 1980: Goditja (TV) (Удар) като Халит
- 1981: Agimet e stinës së madhe (Зората на големите промени) като Али бей
- 1981: Në prag të lirisë (На прага на свободата) като Хафиз
- 1981: Shtëpia jonë e përbashkët (Нашият общ дом) като Козма
- 1984: Nata e parë e lirisë (Първата нощ на свободата) като Фурджи
- 1984: Nxenesit e klases sime (Учениците в класа ми) като Чело
- 1986: Rrethimi i vogël (Малка обсада) Като Лямби
- 1989: Historiani dhe kameleonet (Историкът и хамелеонът) като Зенел бей
- 1991: Vdekja e burrit (Смъртта на човека) като дипломата
- 1994: Loin des barbares (Далеч от варварите) като Селман

## Драматични произведения
- 1955: Familja e peshkatarit (Семейството на рибаря)
- 1958: Trimi i mire me shoke shume
- 1970: Heronjte e Linasit (Героите на Линас)